# Jabon
Hybride
Parent  A  de l'hybridation 
   (Citrus maxima)  
×

Parent  B  de l'hybridation 
  yuzu (Citrus junos) 
Classification phylogénétique
Un jabon ou zabon est un hybride de pamplemousse et de yuzu cultivé à Akitsu (préfecture d'Hiroshima). Le jus acide mais sucré est utilisé en cuisine.

## Dénomination
En japonais ジャボン (jabon), synonyme de ザンボア (zanboa), 朱欒 (zaboɴ, zaɴboa) viendrait du portugais zamboa (Citrus adami ou aussi Citrus maxima pamplemousse). Antérieurement à l'arrivée des portugais le mot est donné en premier en arabe par Ibn Al Awam (XIIe siècle) art. XXXI. «Plantation de l'istioub, ou zamboa (pamplemousse, pomme d'Adam) [ ] Abou'l-Khaïr dit que le zamboa ressemble à l'oranger, sinon que son fruit est très-gros, granuleux et de couleur jaune; on en mange l'extérieur et l'intérieur; il est d'une grande acidité». Gallesio écrit que les portugais auraient adopté zambou (du persan yasamou) sous la forme zamboa.
En chinois 朱欒 (Zhu Luán) - équivalent des kanji japonais - est un des nombreux noms de pamplemousse, usage médical.
Zhushu (pamplemousse à pulpe rouge) aurait été nommé usuellement Jiabun au Japon, la racine se retrouve en Asie du Sud-Est: jambole, jambura, jiabongtang. Le japonais ボザン (zabon) est synonyme de buntan, le pamplemousse.

### Risque de confusion
UC Riverside nomme ses Natsuzabon Citrus hiroshimana Yu.Tanaka (1946) (les fruits décrits sont plus tardifs et moins juteux que le Jabon japonais). Or C hiroshimana est synonyme de cédrat (C. medica).

## Histoire
Les jabons aurait une présence séculaire à Akitsu. Ils ont été atteints par un gel en 1963. Une replantation systématique a été entreprise depuis 2003. Un Conseil de promotion du Jabon a été créé en 2011. Les producteurs le diffusent sous les noms de 幻の果実 (Maboroshi no kajitsu) fruit fantome, et 小さな太陽 (Chīsana taiyō) Petit soleil.

## Description et utilisation
Shimizu et al. (2016) rapportent une origine inconnue: «Jabon est un synonyme japonais de pamplemousse, pourtant les caractéristiques morphologiques du jabon ne rappellent pas un pamplemousse typique mais suggèrent un hybride». L'analyse génomique donne un pamplemoussier fécondé par le pollen d'un yuzu.
Le fruit est moyen pour un hybride de pamplemousse: 200 g, la teneur en acide citrique est élevée 5 % (le citron est autour de 8 %, le yuzu entre 3 et 4,75 %) et le niveau de sucre est spécialement haut: 11 à 13 ° brix. Il est plus tardif que les grands acides du marché japonais (yuzu vert, sudachi, kabosu) la récolte se fait en novembre.

### Usage alimentaire
Le jus dont l'acidité est tempérée par un haut niveau de sucre est utilisé comme condiment sur le poisson, sur les huitres chaudes, dans le boissons (soda nommé cidre de jabon)